# Narobov
Kolektiv Narobov je gledališko-umetniški kolektiv s sedežem v Ljubljani. Korenine narobovskega ustvarjanja segajo v klasično gledališko improvizacijo. Njihove začetke so zaznamovali vidni predstavniki severnoameriške šole improvizacije, kot so Keith Johnstone, Del Close, Ruth Zapora, Randy Dixon in drugi. Kljub temu pa je Kolektiv Narobov že od samega nastanka razvijal poseben, značilno narobovski pristop k umetniškemu ustvarjanju, ki temelji na spontani dramaturgiji in interakciji z občinstvom. Skozi združevanje prinicipov gledališke improvizacije z različnimi drugi vplivi, kot so fizično gledališče, sodobni ples in klovnovstvo, je Kolektiv Narobov naredil bistvene preboje na področju uporabe principov gledališke improvizacije v drugih žanrih in medijih. Projekti Kolektiva Narobov zavzemajo vse od eksperimentalnega gledališča, sodobnih klovnovskih predstav in kabareja, do radijskih iger, uličnih intervencij in filma.
V času od ustanovitve leta 2004 Kolektiv Narobov intenzivno deluje tudi v tujini in dosega mednarodno prepoznavnost. Članice in člani Kolektiva so do sedaj ustvarjali, poučevali in gostovali širom po Evropi in Severni Ameriki, in sicer v Nemčiji, Franciji, Švici, Italiji, na Švedskem, na Nizozemskem, v Belgiji, Avstriji, Makedoniji, Gruziji, Armeniji, Kanadi in v ZDA.
Kolektiv Narobov se je leta 2013 pridružil Zavodu Federacija Ljubljana, veliki skupnosti umetnikov z različnih področij, ki razvija alternativne modele umetniškega, organizacijskega in produkcijskega sodelovanja ter medsebojne podpore.

## Ekipa
- Alenka Marinič
- Gregor Moder
- Maja Dekleva Lapajne
- Sonja Vilč
- Tomaž Lapajne Dekleva

## Projekti

### Gledališče, film, knjiga
- Should I Stay or Should I Go? (2013-2015)

### Predstave
- Meta impro (2011)
- FM (2011)
- Le Grand Big Tour (s sirom) (2010)
- Zaprto-odprto (2010)
- Šov dveh vdov (2009)
- Tok-Tok! (2008)
- De.Kons (2007)
- Klic (2006)
- Kjer ga najdeš (2006)
- Pozor, delo na odru! (2005)
- Lutkovni kabare (2005)
- Fantastični kabare (2005)
- Pssst! (2004)
- France P. (2004)
- Kar hočete (2004)
- Ta kratke (2004)

### Posegi
- Velika sestra (2007)
- Zvoki mesta (2004)
- Nokturno (2004)

### Glasbeni spektakel
- Improvizija (od 2002 do 2011, vsako leto na večer pred izborom za Pesem Evrovizije)

### Festival
- Goli oder (od 2002)